# Anemone juzepczukii
Anemone juzepczukii är en ranunkelväxtart som beskrevs av V.N. Starod.. Anemone juzepczukii ingår i släktet sippor, och familjen ranunkelväxter. Inga underarter finns listade i Catalogue of Life.